# Sergiu Litvinenco
Sergiu Litvinenco (n. 11 iulie 1981, Hîrtop, raionul Cimișlia, RSS Moldovenească, URSS) este un jurist și politician din Republica Moldova.

## Biografie
Este jurist de profesie, fiind absolventul Facultății de Drept a Universității de Stat din Moldova (2005), iar mai devreme - a Colegiului Republican de Informatică și Drept (2001).
De-a lungul carierei a activat în calitate de consultant juridic în diferite proiecte cu finanțare externă, venită de la structuri precum Banca Mondială, UNICEF sau USAID, și prin intermediul cărora se acorda consultanță unor instituții de stat. Printre acestea și Ministerul Educației, care, în acea perioadă, a fost condus de Maia Sandu, viitoarea lideră a Partidului Solidaritate și Acțiune (PAS), formațiune la care, ulterior, Litvinenco a devenit membru al Biroului Permanent Național.
La alegerile parlamentare din 24 februarie 2019 a figurat cu nr. 9 în lista națională a Blocului electoral ACUM, format din PAS și Platforma Demnitate și Adevăr, poziție care i-a asigurat un fotoliu de deputat. În noul Legislativ, Litvinenco a fost numit președinte al Comisiei juridică, numiri și imunități.